# Ett sjöstycke. Rügens kust i kvällsljus efter en stormig dag
Ett sjöstycke. Rügens kust i kvällsljus efter en stormig dag (danska: Et søstykke. Kysterne af Rügen set i aftenrøden efter en stormfuld dag) är en oljemålning av landskapsmålaren Johan Christian Dahl från 1818. Den ingår i Statens Museum for Kunsts samlingar i Köpenhamn sedan 1975 då den ropades in på en auktion. 
Norrmannen Dahl var elev vid Kunstakademiet i Köpenhamn 1811–1817 och därefter från 1818 bosatt i Dresden, centrum för den tidiga tyska romantiken. Sjöresan över Östersjön till Tyskland var stormig, vilket gav inspiration till denna målning som var Dahls första marinmålning och även hans första målning i Dresden. Den gjordes på beställning av prins Christian Frederik (sedermera Kristian VIII av Danmark). Vid dennes död 1848 ärvdes den av Fredrik VII som skänkte den till Louise Rasmussen som han ingått ett morganatiskt äktenskap med. Efter kung Fredriks död såldes målningen 1864 på auktion till en privat samlare.    
Målningen har även benämnts Segelfartyg utanför Rügen (norska: Seilskip utenfor Rügen). Ön med en brant kust som framskymtar i bakgrunden är Rügen.